# Анрі Франсійон
Анрі Франсійон (фр. Henri Françillon; нар. 26 травня 1946, Порт-о-Пренс, Гаїті) — гаїтянський футболіст, виступав на позиції воротаря.

## Клубна кар'єра
Про клубну кар'єру Франсійона відомо дуже мало: сезон 1973/74 року він провів у складі «Вікторі Спортіф», після чемпіонату світу 1974 року перейшов у німецький «Мюнхен 1860» з Другої Бундесліги, де зіграв лише п'ять поєдинків. Конуренцію в команді програб Бернхарду Гартманну. Після цього повернувся на Гаїті, у «Вікторі Спортіф».

## Кар'єра в збірній
У збірній зіграв 26 зустрічей як у кваліфікації чемпіонатів світу, так і три матчі на світовій першості 1974 року. Всі три матчі його команда провела в Мюнхені і всі три зустрічі програла, а в матчі з Польщею Анрі пропустив сім м'ячів.

## По завершенні кар'єри
Завершивши кар'єру гравця, повернувся на батьківщину і зайняв місце в Парламенті Гаїті. У 1986 році змушений був покинути країну і виїхати в США з дружиною і чотирма дітьми, осів у Флориді. Після того, як на Флориду прийшов ураган «Ендрю», поїхав до Бостона, де тренував юнацькі команди. На початку 2010 року ходили чутки, що він нібито помер ще в 1999 році, які не підтвердилися. На даний момент проживає з сім'єю на південному сході Бостона в Норвуді.

## Титули і досягнення
- Переможець Чемпіонату націй КОНКАКАФ: 1973
- Срібний призер Чемпіонату націй КОНКАКАФ: 1977